# Løgtingswahl 1946
- Sozialdemokraten: 4
- Selbstverwaltung: 2
- Unionisten: 6
- Volkspartei: 8

Die Løgtingswahl 1946 auf den Färöern fand am 8. November 1946 statt.
Es war die letzte Løgtingswahl vor der Erlangung der inneren Selbstverwaltung (heimastýri) im März 1948. Bis zu dieser Strukturänderung waren die Färöer seit 1816 ein einfaches dänisches Amt mit einem Amtmann an der Spitze gewesen. Das 1852 wiederhergestellte Løgting war eine Art dänischer Kreistag mit anfänglich lediglich beratender Funktion. Allerdings hatte das Løgting während der britischen Besatzung im Zweiten Weltkrieg das Land quasi autonom regiert.

## Vorgeschichte
Jákup í Jákupsstovu, ein Mitglied des sozialdemokratischen Javnaðarflokkurin war mit dem von der Partei unterstützten dänischen Regierungsentwurf über den künftigen Status der Färöer nicht einverstanden und ermöglichte durch sein Ausscheren dem Fólkaflokkurin im Mai 1946 einen Antrag im Parlament einzureichen, der eine Volksabstimmung über den künftigen Status der Färöer vorsah. Bei der anschließenden Abstimmung wurde der Antrag angenommen.
Die Volksabstimmung über den künftigen Status der Färöer fand am 14. September 1946 statt und hatte zum Ergebnis, dass eine knappe relative Mehrheit für die Loslösung von Dänemark stimmte. Wegen des knappen Ausgangs von nur 166 Stimmen Überschuss für die Loslösung wollte die Regierung in Kopenhagen dieses Ergebnis nicht anerkennen. Auch widersetzte sich die Opposition im Løgting dem Ergebnis. Infolge dieses Konflikts löste der König am 24. September das färöische Parlament auf, um Neuwahlen für den November 1946 anzusetzen. Dies war erst das zweite Mal, dass das Løgting durch den König aufgelöst worden war.

## Die Wahl
Die Wahl wurde am 8. November 1946 abgehalten und eindeutiger Verlierer war der Fólkaflokkurin mit einem Stimmenverlust von mehr als 3 Prozent. Er gab drei Sitze ab und stellte nur noch acht Abgeordnete. Der Sambandsflokkurin gewann über 4 Prozent hinzu, allerdings hatte dies keine Auswirkung auf die sechs Sitze im Parlament.
Javnaðarflokkurin und Sjálvstýrisflokkurin hatten eine gemeinsame Liste (Listasambandið) gebildet und erhielten zusammen ebenfalls sechs Sitze.
Jákup í Jákupsstovu, der ursprünglich den Sozialdemokraten angehörte, aber mit dem dänischen Regierungsentwurf nicht einverstanden gewesen war, trat als unabhängiger Kandidat für das Løgting an. Er bekam jedoch zu wenig Stimmen, um einen Sitz im Parlament einzunehmen.
Das Ergebnis war ein Sieg für die Anhänger des dänischen Regierungsentwurfs über den künftigen Status der Färöer. Der Fólkaflokkurin und damit die Loslösungsfraktion insgesamt ging geschwächt aus der Wahl hervor. Eine deutliche Mehrheit im Parlament war nun gegen die Loslösung und damit war die Unabhängigkeit der Färöer vom Tisch. Schwierige und zähe Verhandlungen führten im Anschluss zu einem Kompromiss, dem Gesetz über die innere Selbstverwaltung (Heimastýri), das dann am 23. März 1948 verabschiedet wurde. Danach konnte im Mai 1948 die erste Landesregierung der Färöer mit Andrass Samuelsen vom Sambandsflokkurin als Ministerpräsident (Løgmaður) gebildet werden. Die Regierung bestand aus einer Koalition von Sambandsflokkurin, Sjálvstýrisflokkurin und Javnaðarflokkurin. Das Amt des Løgmaður war damit nach seiner Abschaffung im Jahr 1816 auf den Färöern wiederhergestellt worden.
Eine Spätfolge der Volksabstimmung vom 14. September und der Wahl vom 8. November war die Gründung des Tjóðveldisflokkurin im Mai 1948, nachdem die erste Landesregierung ihre Arbeit aufgenommen hatte. Zu dessen Gründern zählte auch Jákup í Jákupsstovu, der als unabhängiger Kandidat bei der Wahl 1946 angetreten war, sowie Erlendur Patursson, ein Sohn von Jóannes Patursson, dem ersten Vorsitzenden des Fólkaflokkurin, der im August 1946, kurz vor der Volksabstimmung, gestorben war.

## Ergebnisse der Løgtingswahl vom 8. November 1946
Mit dieser Wahl wurde die Gesamtzahl der Abgeordnetensitze im Løgting von 23 auf 20 herabgesetzt. An der Wahl hatten sich drei Gruppierungen, sowie ein unabhängiger Kandidat beteiligt, dem der Einzug ins Parlament jedoch nicht gelang.
| Partei                                              | Stimmen | Prozent | Sitze |  |
| --------------------------------------------------- | ------- | ------- | ----- |  |
| A – Fólkaflokkurin                                  | 5.396   | 40,9    | 8     |  |
| B – Sambandsflokkurin                               | 3.783   | 28,7    | 6     |  |
| C+D – Listasambandið (Javnaðarfl. + Sjálvstýrisfl.) | 3.705   | 28,1    | 6     |  |
| U – Unabhängige                                     | 302     | 2,3     | 0     |  |
| Gesamt                                              | 13.186  | 100     | 20    |  |